# Renault Racoon
O Racoon é um protótipo da Renault.